# Ziegelhütte (Thanstein)
Ziegelhütte ist ein Ortsteil der Gemeinde Thanstein im Oberpfälzer Landkreis Schwandorf (Bayern).

## Geographische Lage
Ziegelhütte liegt ungefähr drei Kilometer nördlich von Thanstein und etwa drei Kilometer westlich der Bundesstraße 22 auf dem Nordufer des Gefällbaches, der ungefähr einen Kilometer weiter nördlich aus dem Zusammenfluss von Radlbach und Kulzerbach entsteht, etwa einen Kilometer südlich von Ziegelhütte den Altdammweiher und den Mühlweiher bildet, den Mühlweiher als Rödlbach bei Tännesried verlässt und schließlich nach ungefähr fünf Kilometern südlich von Voitsried in den Rötzbach mündet.

## Geschichte
Ziegelhütte wurde schon 1811 als Aussiedlerhof erwähnt.
Entsprechend einer Verordnung von 1808 wurde das Landgericht Neunburg vorm Wald nach geografischen Gesichtspunkten in 55 Steuerdistrikte unterteilt, die die Grundlage für eine Vereinheitlichung und Neuorganisation des Steuerwesens in Bayern bilden sollten. Dabei bildete Kulz mit den Ortschaften Kulz, Prackendorf, Holzhaus und Ziegelhütte einen Steuerdistrikt.
1820 wurden Ruralgemeinden gebildet. Dabei entstand die Ruralgemeinde Kulz, die aus der Ortschaft Kulz mit 76 Familien und der Einöde Ziegelhütte mit einer Familie bestand.
Die Formation von Gemeinden im 19. Jahrhundert, die zu den heutigen Gemeinden im Landkreis Neunburg führte, bildete die Voraussetzung für die Entwicklung eines begrenzten materiellen Wohlstandes und die rationelle Organisation des Staates. Sie ermöglichte und förderte die Entstehung gewerblicher und handwerklicher Existenzen. Vorläufer der politischen Gemeinden waren die Hofmarken und Landsassengüter.
Zum Stichtag 23. März 1913 (Osterfest) wurde Ziegelhütte als Teil der Expositur Kulz der Pfarrei Dieterskirchen mit drei Häusern und 21 Einwohnern aufgeführt.
1964 war Kulz eine eigenständige Gemeinde mit den Orten Kulz, Kiesenberg, Krähhof, Neudeck und Ziegelhütte.
1978 wurde Ziegelhütte als Ortsteil der Gemeinde Kulz in die Gemeinde Thanstein eingegliedert.
Am 31. Dezember 1990 hatte Ziegelhütte 22 Einwohner und gehörte zur Expositur Kulz der Pfarrei Dieterskirchen.